# Christoph Städele
Christoph Städele (* 27. September 1744 in Memmingen; † 31. März 1811 ebenda) war ein deutscher Hutmacher und Dichter aus Memmingen in Oberschwaben.

## Kindheit, Schule und Wanderschaft

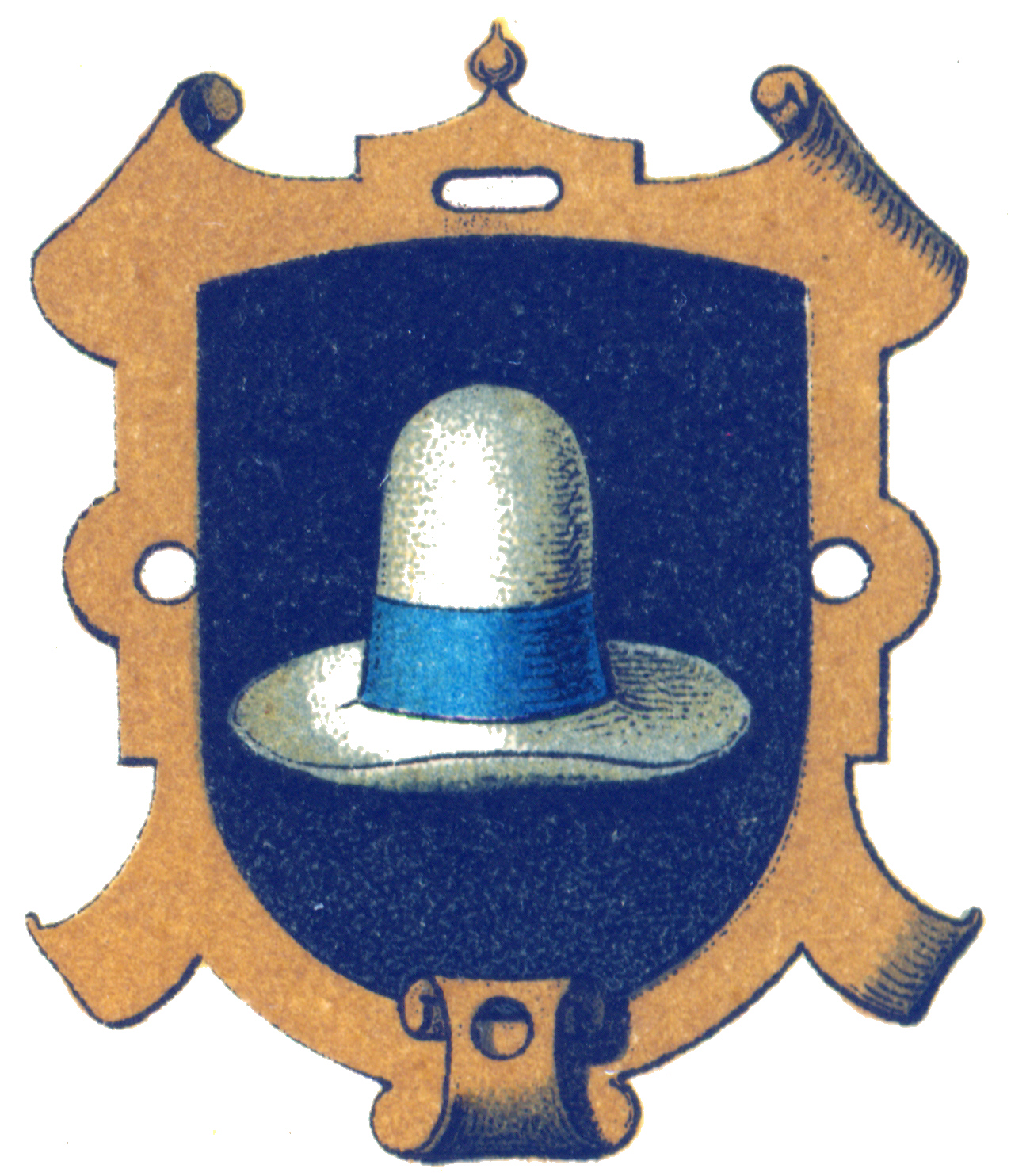
Wappen der Hutmacherzunft

Gottfried Städele, der Vater von Christoph Städele, Mitglied der Hutmacherzunft und Geschworener der Reichsstadt Memmingen, war in erster Ehe mit Anna Barbara Hail verheiratet. Aus der Ehe gingen drei Kinder hervor. Anna Barbara Hail verstarb am 3. Oktober 1742. Am 7. Januar 1743 verheiratete sich Gottfried Städele ein zweites Mal mit Anna Helena Hermann. Knapp ein Jahr später im Dezember 1743 kam ein Mädchen auf die Welt und im September 1744 erblickte Christoph Städele das Licht der Welt. Er war der erste Sohn aus der zweiten Ehe und wurde protestantisch getauft. Bis zum Jahre 1767 wurden weitere achtzehn Kinder geboren, von denen zehn die Kindheit überlebten. Anna Helena Hermann überlebte ihren Mann Gottfried Städele um sechs Jahre. Christoph musste beim Rat der Stadt Memmingen nach dem Tode des Vaters um Almosen nachsuchen. Am 8. Februar 1785 erhielt die Städele Witwe fünf Gulden quartalsweise aus dem allgemeinen Almosenkasten der Stadt.
In seiner Selbstbiographie schrieb Christoph Städele, dass es aus seinem Knabenalter nichts Bedeutendes zu erzählen gibt. Der Schüler Christoph besuchte die örtliche Lateinschule und geriet dort mit dem Rektor in Konflikt. Er bat den Vater, von der Schule abgehen und den Beruf des Hutmachers erlernen zu dürfen. Nach zwei Jahren Lehrzeit beim Vater ging der Junge auf eine siebenjährige Wanderschaft. Aus Briefen an den Vater geht hervor, dass Städele seine Situation als wandernder Tagelöhner als bedrückend empfand. Er beklagte, dass in ihm das Gefühl für Natur und Kunst erstarben. Sorgen um das tägliche Brot standen im Mittelpunkt seines Lebens. Auf seiner Wanderschaft kam er nach Ludwigsburg und wurde von einer Organisation angeworben, die Kolonisten für die Falklandinseln suchte. Er unterschrieb, nahm aber noch kein Handgeld für die Schiffspassage. Anhand seiner Briefe erfuhr der Vater von den Plänen des Sohnes. Er schrieb dem Sohn zurück, dass er ihn im heimatlichen Geschäft wieder gebrauchen könnte. Christoph kehrte 1764 in seine Heimatstadt Memmingen zurück. Die Falkland-Kolonisten-Werbung entpuppte sich später als Betrug.

## Hutmacher und Dichter
Er fand seine Lebensfreude wieder, fing an zu schreiben und schwärmte für die Gedichte des deutschen Dichters Friedrich Gottlieb Klopstock. Sein Bruder übernahm die Hutmacherei. 1780 starb der Vater. Vor dem Tod des Vaters bewarb sich Städele um eine Schulmeisterstelle in Biberach an der Riß, die er nicht bekam. Er machte ein Examen vor dem reichsstädtischen Superintendenten in der Hoffnung, Schulmeister in Memmingen zu werden. 1781 vermittelte ihm sein Freund, Johann Georg Schelhorn d. J., Prediger an der St.-Martin-Kirche in Memmingen eine Berufung als Aufseher und Hofmeister an der herzoglichen Militärakademie Hohe Karlsschule in Stuttgart, mit der Zusicherung einer guten Bezahlung. Nach langem Überlegen lehnte er ab. 1780 bewarb er sich für die Knabenschulmeisterstelle in Memmingen, die er nicht bekam. Er bat um Aufnahme in die Bewerberliste, was der Rat ablehnte. 1782 bewarb er sich zusammen mit weiteren zehn Memminger Bürgern um die freie Messnerstelle an St. Martin. Seine Bewerbung wurde abgelehnt. 1782 erscheinen trotz offensichtlicher materieller Probleme seine gesammelten Gedichte in einem Band.

## Schulmeister und Chorleiter
1785 wurde an der Knabenschule die Schulmeisterstelle frei, auf die sich Städele mit zwei weiteren Bürgern beworben hatte. Dank des amtlichen Examens vor dem Superintendenten wurde er genommen. Seine materielle Lage verbesserte sich erheblich. Am 1. April 1785 suchten Christoph Städele und Anna Regina Huberin um Heyraths-Consens und Verkündzettel beim Rat, was ihm genehmigt wurde. Am 20. Mai 1785 bezahlte er fünfundvierzig Kreuzer Heiratsgebühr. Am 30. Mai 1785 war Hochzeit in St. Martin. Noch im gleichen Jahr bewarb er sich auf die besser dotierte Mädchenschulleiterstelle, die er auch erhielt. 1797 wurde ihm die Chorleiterstelle als Nachfolger von Ellmers an St. Martin übertragen. Mit der materiellen Sicherheit, die er nun hatte, ließ seine literarische Schaffenskraft nach. Er starb am 31. März 1811 als Lehrer der dritten Mädchen-Elementar-Klasse an Auszehrung. Seine Grabstätte im Alten Friedhof in Memmingen ist unauffindbar. In den letzten Jahren seines Lebens hat er noch die Vereinödung Memmingens am Grenzrand des neugestalteten Königreichs Bayern miterlebt.

## Gedichtprobe
Seine Gedichte lassen ihn als Sympathisant des Göttinger Hains erscheinen. Anklänge von Sturm und Drang mit Klopstockschem Pathos. Mit der Heraushebung eines gemeinsamen Deutschlandes in der Zeit regionaler Zersplitterung, glühende Lebensfreude und überhöhter Patriotismus dichtete er ganz in der Mode seiner Zeit:
Auf ihr teutschen Brüder!
Laßt uns fröhlich seyn!
Singet teutsche Lieder!
Trinket teutschen Wein!
Seht das schöne volle Glas!
Brüder wie gefällt euch das?
Ha! du Freudenhasser!
Alter Brummbär du!
Bleib bei deinem Wasser,
und laß uns in Ruh.
Grillen und ein böses Weib
Wünsch ich dir zum Zeitvertreib.

## Literarisches Werk
Am 22. Juli 1776 erschien in der Teutschen Chronik des sozialkritischen Dichters Christian Friedrich Daniel Schubart ein Gedicht. Im Oktober des gleichen Jahres druckte Schubart eine Ode Städeles über den Tod des Göttinger Hainbund-Dichters Ludwig Christoph Heinrich Hölty. Der Text eines Librettos in einer Komposition des Memminger Künstlers und Gastwirtes Christoph Rheineck, das am 12. September 1779 auf Schloss Wolfegg zur Vermählungsfeier des regierenden Fürsten Josef Alois von Waldburg zu Wolfegg-Wolfegg aufgeführt wurde, ist verlorengegangen. 1778 erschien die Passionskantate Der Todesgang Jesu. Gotthold Friedrich Stäudlin veröffentlichte im Schwäbischen Musenalmanach 1782 ein Gedicht Städeles.